# Titania (måne)
Titania er en af planeten Uranus' måner: Den blev opdaget den 11. januar 1787 af William Herschel.

## Navngivning
I 1852 foreslog Herschels søn John Herschel at kalde de fire Uranus-måner man kendte dengang, for Ariel, Oberon, Titania og Umbriel. William Lassell, som året forinden havde opdaget månerne Ariel og Umbriel, bakkede op om forslaget, ligesom han støttede John Herschels navneforslag vedrørende Saturn-måner og selv fulgte det ved at kalde den Saturn-måne han selv havde opdaget, for Hyperion.
Alle Uranus' måner er opkaldt efter skikkelser fra William Shakespeares og Alexander Popes værker. Titania er opkaldt efter elverdronningen af samme navn fra En skærsommernatsdrøm, og kendes desuden også under betegnelsen Uranus III (III er romertallet for 3).

## Titanias overflade
De hidtil eneste nærbilleder af Titania stammer fra rumsonden Voyager 2's forbiflyvning i januar 1986: På dette tidspunkt vendte Titania den sydlige halvkugle nod Solen, og følgelig er denne del det eneste af Titania der til dato er blevet observeret fra nært hold.
Titania består i grove træk af 50 % vand-is, 20 % frossen metan og 30 % silikater (klippemateriale). Et af de slående træk ved Titania er en enorm kløft, som kan måle sig med Valles Marineris på planeten Mars.